# Valfrid Rönnlund
Jonas Valfrid Rönnlund, född 7 november 1872 i Högsjö församling, Västernorrlands län, död 2 juni 1957 i Högsjö församling, Västernorrlands län, var en svensk hemmansägare och fiolspelman. Han var bror till spelmannen Adolf Rönnlund.

## Biografi
Valfrid Rönnlund föddes i Bölen, Högsjö socken. Han var son till hemmansägaren E.A. Rönnlund och Märta Jonsdotter. Fadern var ättling till den livländske byggmästaren Christoffer Kramm. Då Rönnlund och hans bror var små fick de ett löfte om en fiol av föräldrarna, i utbyte mot att de lärde sig katekesen. Brödernas första läromästare var fjärdingsmannen Erik Wedin. 1901 flyttade Rönnlund till Rö, Högsjö, där han bodde livet ut. 
Rönnlund var en mycket anlitad dans- och bröllopsspelman i nedre Ådalen. Han uppträdde ofta i en trio tillsammans med spelmännen Hultin i Berge och Bergkvist i Rö. Till följd av sin lokala popularitet kallades han för "Sju Kyrksocknars avhållne Walfrid".
Rönnlund deltog på spelmanstävlingarna i Härnösand 1909 och 1912, på Örnsköldsviksutställningen 1916, på Babelsberg i Kramfors 1919, en spelmansafton på Murberget 1920 samt spelmansstämman på Murberget 1935. 
Folkmusikintendenten K.P. Leffler tecknade aldrig ned Rönnlunds låtar, men 1952 spelade musikologen Matts Arnberg på Radiotjänst in Valfrid på ålderns höst under en inspelningsresa i Ångermanland. Rullbanden med de tio låtarna förvaras i Svenskt Visarkiv.
Rönnlunds son Eric Rönnlund fortsatte fiolspelandet och var långvarigt engagerad i Ångermanlands Spelmansförbund. Valfrid Rönnlund avled 1957.